# Ciamannacce
Ciamannacce é uma comuna francesa na região administrativa de Córsega, no departamento de Córsega do Sul. Estende-se por uma área de 25,11 km². 